# Старокозацька сільська рада
Старокоза́цька сільська́ ра́да — орган місцевого самоврядування Старокозацької сільської громади в Білгород-Дністровському районі Одеської області.

## Склад ради
Рада складається з 30 депутатів та голови.
- Голова ради:
- Секретар ради: Тупиця Наталія Михайлівна

### Керівний склад попередніх скликань
| Прізвище, ім'я, по батькові | Основні відомості                                    | Дата обрання | Дата звільнення |
| --------------------------- | ---------------------------------------------------- | ------------ | --------------- |
| Кочубинська Марія Федорівна | Сільський голова, 1952 року народження, позапартійна | 26.03.2006   | 31.10.2010      |

Примітка: таблиця складена за даними сайту Верховної Ради України

### Депутати
За результатами місцевих виборів 2010 року депутатами ради стали:

#### За суб'єктами висування
| Суб'єкт висування                 | Кількість обраних депутатів | %    |
| --------------------------------- | --------------------------- | ---- |
| Самовисування                     | 20                          | 66,7 |
| Політична партія «Сильна Україна» | 6                           | 20   |
| Партія регіонів                   | 4                           | 13,3 |

#### За округами
| № округу                          | Прізвище, ім'я, по батькові        | Дата визнання обраним | Освіта             | Партійна приналежність                  | Відомості про обраного депутата                                                           |
| --------------------------------- | ---------------------------------- | --------------------- | ------------------ | --------------------------------------- | ----------------------------------------------------------------------------------------- |
| Партія регіонів                   |                                    |                       |                    |                                         |                                                                                           |
| 1                                 | Рибальченко Сергій Анатолійович    | 01.11.2010            | середня спеціальна | позапартійний                           | ГПК-Україна                                                                               |
| 12                                | Рибальченко Ірина Іванівна         | 01.11.2010            | середня            | позапартійна                            | домогосподарка                                                                            |
| 14                                | Тупиця Наталія Михайлівна          | 01.11.2010            | вища               | член Партії регіонів                    | Старокозацька сільська рада, секретар                                                     |
| 22                                | Вареник Олександр Євгенійович      | 01.11.2010            | вища               | член Партії регіонів                    | сільськогосподарський виробничий кооператив «Вільне козацтво», фуражир                    |
| Політична партія «Сильна Україна» |                                    |                       |                    |                                         |                                                                                           |
| 8                                 | Волкова Світлана Василівна         | 01.11.2010            | середня            | член Політичної партії «Сильна Україна» | приватний підприємець                                                                     |
| 9                                 | Самойленко Тетяна Михайлівна       | 01.11.2010            | середня спеціальна | позапартійна                            | приватний підприємець                                                                     |
| 10                                | Нєдова Тетяна Вікторівна           | 01.11.2010            | вища               | позапартійна                            | приватний підприємець                                                                     |
| 11                                | Гаркавенко Ольга Костянтинівна     | 01.11.2010            | середня            | член Політичної партії «Сильна Україна» | Старокозацька сільська рада, діловод                                                      |
| 13                                | Чорний Юрій Іванович               | 01.11.2010            | вища               | позапартійний                           | Б.-Дністровський район електромереж, майстер                                              |
| 16                                | Бурдюжа Анатолій Пилипович         | 01.11.2010            | вища               | позапартійний                           | фермерське господарство, голова                                                           |
| Самовисування                     |                                    |                       |                    |                                         |                                                                                           |
| 2                                 | Місаїлов Сергій Олександрович      | 01.11.2010            | середня спеціальна | член Політичної партії «Сильна Україна» | тимчасово не працює                                                                       |
| 3                                 | Ганченко Олександра Романівна      | 01.11.2010            | середня            | позапартійна                            | пенсіонер                                                                                 |
| 4                                 | Котенко Олег Анатолійович          | 01.11.2010            | середня            | позапартійний                           | сільськогосподарський виробничий кооператив «Вільне козацтво», обліковець                 |
| 5                                 | Хапатнюковський Микола Миколайович | 01.11.2010            | вища               | позапартійний                           | сільськогосподарський виробничий кооператив «Вільне козацтво», завідувач бази відпочинку  |
| 6                                 | Поляков Олександр Іванович         | 01.11.2010            | вища               | позапартійний                           | сільськогосподарський виробничий кооператив «Вільне козацтво», комірник                   |
| 7                                 | Слюсаренко Олександр Іванович      | 01.11.2010            | вища               | позапартійний                           | тимчасово не працює                                                                       |
| 15                                | Локтіонова Світлана Вікторівна     | 01.11.2010            | вища               | позапартійна                            | центр соціальної адаптації, завідувачка                                                   |
| 17                                | Бойко Світлана Миколаївна          | 01.11.2010            | середня спеціальна | позапартійна                            | приватний підприємець                                                                     |
| 18                                | Чумаченко Марина Миколаївна        | 01.11.2010            | вища               | позапартійна                            | дошкільний навчальний заклад «Золотий півник», вихователь                                 |
| 19                                | Юраш Павло Павлович                | 01.11.2010            | вища               | позапартійний                           | сільськогосподарський виробничий кооператив «Вільне козацтво», завідувач МТФ              |
| 20                                | Берлінський Олександр Михайлович   | 01.11.2010            | середня            | член Партії регіонів                    | пенсіонер                                                                                 |
| 21                                | Шинкарюк Ольга Миколаївна          | 01.11.2010            | вища               | позапартійна                            | Старокозацький сількомунхоз, економіст                                                    |
| 23                                | Коляда Валентин Павлович           | 01.11.2010            | вища               | позапартійний                           | сільськогосподарський виробничий кооператив «Вільне козацтво», економіст                  |
| 24                                | Бокій Микола Вікторович            | 01.11.2010            | вища               | позапартійний                           | сільськогосподарський виробничий кооператив «Вільне козацтво», агроном                    |
| 25                                | Торговицький Павло Іванович        | 01.11.2010            | вища               | член Політичної партії «Сильна Україна» | сільськогосподарський виробничий кооператив «Вільне козацтво», програмист                 |
| 26                                | Щербина Юрій Іванович              | 07.03.2011            | вища               | позапартійний                           | Старокозацький НВК, вчитель                                                               |
| 27                                | Семчинський Микола Вікторович      | 01.11.2010            | вища               | позапартійний                           | сільськогосподарський виробничий кооператив «Вільне козацтво», зав. переробним комплексом |
| 28                                | Торута Олександр Павлович          | 01.11.2010            | вища               | позапартійний                           | сільськогосподарський виробничий кооператив «Вільне козацтво», зав.майстернею             |
| 29                                | Осматеско Ігор Васильович          | 01.11.2010            | вища               | член Політичної партії «Сильна Україна» | сільськогосподарський виробничий кооператив «Вільне козацтво», інженер                    |
| 30                                | Бокій Анатолій Васильович          | 01.11.2010            | середня            | позапартійний                           | сільськогосподарський виробничий кооператив «Вільне козацтво», начальник ПСО              |